# Sauvigney-lès-Gray
Sauvigney-lès-Gray là một xã ở tỉnh Haute-Saône trong vùng Bourgogne-Franche-Comté phía đông nước Pháp.